# Botryonopa sungkita
Botryonopa sungkita is een keversoort uit de familie bladkevers (Chrysomelidae). De wetenschappelijke naam van de soort werd in 1976 gepubliceerd door Würmli.